# Ібраїма Сорі Бангура
Ібраїма Сорі Бангура (фр. Ibrahima Sory Bangoura; нар. 5 січня 2004) — гвінейський футболіст, півзахисник бельгійського клубу «Генк».

## Клубна кар'єра
Вихованець гвінейської футбольної академії «Джонсон Академі Спорт». 31 травня 2022 року перейшов в бельгійський клуб «Генк», підписавши чотирирічний контракт. 14 серпня 2022 року дебютував за фарм-клуб «Йонг Генк» в матчі Челледжер Про-ліги проти «Лієрса». 23 вересня 2023 року в поєдинку проти «Остенде» забив свій перший гол у кар'єрі.
24 квітня 2024 року дебютував в основному складі «Генка» в матчі бельгійської Про-ліги проти «Брюгге», вийшовши на заміну Білалу Ель-Ханнусу. 28 травня 2024 року продовжив контракт з клубом до літа 2028 року.

## Кар'єра в збірній
10 березня 2024 року вперше викликаний до збірної Гвінеї головним тренером Мішелем Дюссьє для участі в матчах відбіркового турніру до чемпіонату світу 2026 проти збірних Сомалі та Уганди.

## Статистика виступів
Станом на 15 серпня 2025
| Клуб              | Сезон             | Чемпіонат           | Чемпіонат | Чемпіонат | Кубок | Кубок | Єврокубки | Єврокубки | Інші  | Інші | Всього | Всього |
| Клуб              | Сезон             | Дивізіон            | Матчі     | Голи      | Матчі | Голи  | Матчі     | Голи      | Матчі | Голи | Матчі  | Голи   |
| ----------------- | ----------------- | ------------------- | --------- | --------- | ----- | ----- | --------- | --------- | ----- | ---- | ------ | ------ |
| Йонг Генк         | 2022–23           | Челленджер Про-ліга | 22        | 0         | —     | —     | —         | —         | —     | —    | 22     | 0      |
| Йонг Генк         | 2023–24           | Челленджер Про-ліга | 25        | 2         | —     | —     | —         | —         | —     | —    | 25     | 2      |
| Йонг Генк         | Всього            | Всього              | 47        | 2         | 0     | 0     | 0         | 0         | 0     | 0    | 47     | 2      |
| Генк              | 2023–24           | Про-ліга            | 3         | 0         | 0     | 0     | 0         | 0         | —     | —    | 3      | 0      |
| Генк              | 2024–25           | Про-ліга            | 31        | 0         | 5     | 0     | —         | —         | —     | —    | 36     | 0      |
| Генк              | 2025–26           | Про-ліга            | 2         | 0         | 0     | 0     | —         | —         | —     | —    | 2      | 0      |
| Генк              | Всього            | Всього              | 33        | 0         | 5     | 0     | 0         | 0         | 0     | 0    | 41     | 0      |
| Всього за кар'єру | Всього за кар'єру | Всього за кар'єру   | 82        | 2         | 5     | 0     | 0         | 0         | 0     | 0    | 87     | 2      |